# Domneva abc
Domneva abc (znana tudi pod imenom Domneva Oesterlé–Masser) je domneva v teoriji števil, ki sta jo postavila Joseph Oesterlé (1988) in David Masser (1985). Domneva je formulirana v obliki treh naravnih števil, ki nimajo nobenega skupnega delitelja in za katere velja a+b=c. Če z d označimo zmnožek vseh različnih prafaktorjev števila abc, naj d ne bi bil veliko manjši kot c. Z drugimi besedami: če sta števili a in b sestavljeni iz potenc praštevil z visokimi eksponenti, potem c po navadi ni deljiv s temi visokimi potencami praštevil. Natančna opredelitev domneve je podana spodaj.

Domneva abc je postala zelo znana predvsem zaradi številnih zanimivih posledic, ki jih povzroča. Mnoge znane domneve in izreki bi sledili prav iz domneve abc.